# 布赖地区比尔
布赖地区比尔（法語：Bures-en-Bray，法語發音：[byʁ ɑ̃ bʁɛ]）是法国诺曼底大区滨海塞纳省的一个市镇，属于迪耶普区。 

## 地理
布赖地区比尔（49°46'41"N, 1°20'6"E）面积10.99 平方千米，位于法国诺曼底大区滨海塞纳省，迪耶普东南32千米，D1与D114和D12公路的交汇处。貝蒂訥河流经村庄的中部。 
与布赖地区比尔接壤的市镇（或旧市镇、城区）包括：克鲁瓦达勒、弗雷勒、布赖地区梅尼耶尔、梅尼勒福朗普里斯。
布赖地区比尔的时区为UTC+01:00、UTC+02:00（夏令时）。

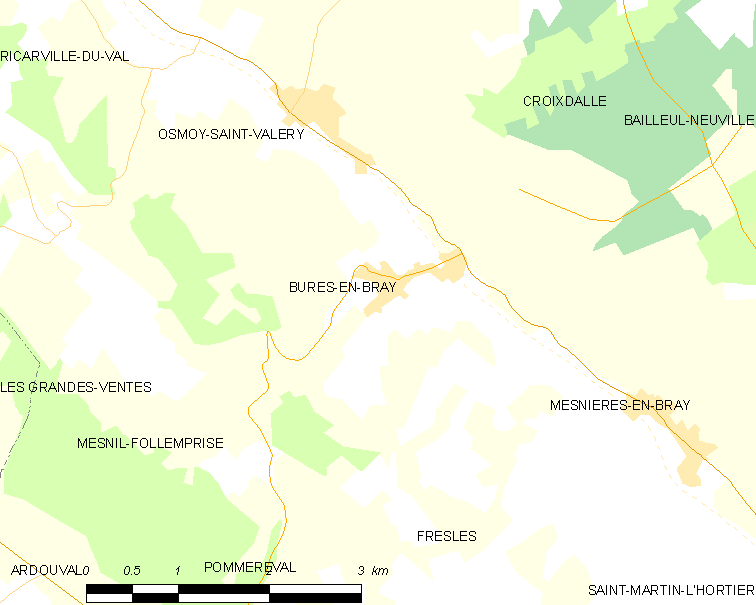
布赖地区比尔的OSM定位图

## 行政
布赖地区比尔的邮政编码为76660，INSEE市镇编码为76148。

## 政治
布赖地区比尔所属的省级选区为布赖地区讷沙泰勒县。

## 人口

1962-2008年间布赖地区比尔人口变化图示

布赖地区比尔于2022年1月1日时的人口数量为315人。